# گرالد گلاتزمایر
گرالد گلاتزمایر (آلمانی: Gerald Glatzmayer; ۱۴ دسامبر ۱۹۶۸ – ۱۱ ژانویهٔ ۲۰۰۱) بازیکن فوتبال اهل اتریش بود.
از باشگاه‌هایی که در آن بازی کرده‌است می‌توان به باشگاه فوتبال آستریا وین، باشگاه فوتبال آدمیرا واکر مودلینگ، باشگاه فوتبال سنت پولتن، و باشگاه فوتبال فرست وینا اشاره کرد.
وی همچنین در تیم ملی فوتبال اتریش بازی کرده‌است.